# Daïra d'Aïn Fakroun
La daïra d'Aïn Fakroun est une daïra d'Algérie située dans la wilaya d'Oum El Bouaghi et dont le chef-lieu est la ville éponyme de Aïn Fakroun.

## Localisation
La daïra est située au centre de la wilaya d'Oum El Bouaghi.
|            | Sigus               | Aïn Babouche   |
| Aïn Kercha | daïra d'Aïn Fakroun | Oum El Bouaghi |
|            |                     |                |

## Communes
La daïra est composée de deux communes : Aïn Fakroun et El Fedjouz Boughrara Saoudi.